# Карвахалес, Бенито
Бени́то Карваха́лес (исп. Benito Carvajales; 25 июля 1913, Ourense — не ранее 1938, Куба) — кубинский футболист, вратарь, участник чемпионата мира 1938 года.

## Карьера

### Клубная
Бенито Карвахалес выступал за кубинский клуб «Хувентуд Астуриана».

### В сборной
В составе национальной сборной он принял участие в чемпионате мира 1938 года, сыграл в двух матчах, пропустил 11 мячей.
| Матчи и пропущенные голы Бенито Карвахалеса за сборную Кубы на ЧМ-1938 | Матчи и пропущенные голы Бенито Карвахалеса за сборную Кубы на ЧМ-1938 | Матчи и пропущенные голы Бенито Карвахалеса за сборную Кубы на ЧМ-1938 | Матчи и пропущенные голы Бенито Карвахалеса за сборную Кубы на ЧМ-1938 | Матчи и пропущенные голы Бенито Карвахалеса за сборную Кубы на ЧМ-1938 | Матчи и пропущенные голы Бенито Карвахалеса за сборную Кубы на ЧМ-1938 |
| ---------------------------------------------------------------------- | ---------------------------------------------------------------------- | ---------------------------------------------------------------------- | ---------------------------------------------------------------------- | ---------------------------------------------------------------------- | ---------------------------------------------------------------------- |
| №                                                                      | Дата                                                                   | Место проведения                                                       | Соперник                                                               | Счёт                                                                   | Голы                                                                   |
| 1                                                                      | 5 июня 1938                                                            | Тулуза, Франция                                                        | Румыния                                                                | 3:3                                                                    | 3                                                                      |
| 3                                                                      | 12 июня 1938                                                           | Антиб, Франция                                                         | Швеция                                                                 | 0:8                                                                    | 8                                                                      |

Итого: 2 матча / 11 пропущенных голов; 0 побед, 1 ничья, 1 поражение.